# Reserva Botánica de Laguna Niguel
La Reserva botánica de la Laguna Niguel (en inglés: Laguna Niguel Preserve) es una reserva de naturaleza y jardín botánico de 19 acres (7 hectáreas) de extensión, en Laguna Niguel, California. 

## Localización
El jardín botánico se ubica en el "Crown Valley Community Park" en la ciudad de Laguna Niguel.
Niguel Botanical Preserve, 29751 Crown Valley Parkway, Laguna Niguel, Orange county, California CA 92677 United States of America-Estados Unidos de América.
Planos y vistas satelitales.33°19′12″N 117°25′12″O / 33.32000, -117.42000

## Historia
El jardín botánico tiene sus inicios en 1981, con el objetivo de exhibir plantas dignas del jardín apropiadas a la región meridional de California recogidas en áreas del mundo con climas mediterráneos similares. 
La reserva representa la visión de los líderes de la comunidad local, los que soñaban con la educación hortícola de los ciudadanos y el disfrute de futuras generaciones. 
Fue incorporado como corporación no lucrativa en 1984. Desde entonces, ha sido un proyecto voluntario con el desarrollo en curso.

## Colecciones
El jardín botánico incluye la Flora del sur de California y de países de climas similares.
En la reserva las colecciones de plantas se organizan libremente según la región: Australia, África, Suramérica, Mediterráneo y Baja California. 
Los senderos conectan los jardines y las zonas de descanso. Las actividades de propagación de las plantas y de los voluntariados, se centran en el invernadero y el edificio central de la comunidad.